# Зонтхајм (Швабија)
Зонтхајм (њем. Sontheim) општина је у њемачкој савезној држави Баварска. Једно је од 52 општинска средишта округа Унтералгој. Према процјени из 2010. у општини је живјело 2.505 становника. Посједује регионалну шифру (AGS) 9778196.

## Географски и демографски подаци
Зонтхајм се налази у савезној држави Баварска у округу Унтералгој. Општина се налази на надморској висини од 620 метара. Површина општине износи 26,6 km². У самом мјесту је, према процјени из 2010. године, живјело 2.505 становника. Просјечна густина становништва износи 94 становника/km².

## Међународна сарадња
| Мјесто | Држава     | Врста сарадње | Од    |
| ------ | ---------- | ------------- | ----- |
|        | Швајцарска | партнерство   | 1983. |
| Извор  |            |               |       |